# Alexander Petrus Nahuys
Alexander Petrus Nahuys (* 10. Januar 1737 in Monnickendam; † 6. April 1794 in Utrecht) war ein niederländischer Mediziner, Botaniker und Chemiker.

## Leben
Der Sohn des Pfarrers Petrus Nahuys (1692–1766) immatrikulierte sich am 15. September 1753 an der Universität Harderwijk, um ein Studium der medizinischen Wissenschaften zu absolvieren. Hier wurden Johann Hendrik van Lom (1704–1763), Hendrik van Haastenburg (1724–1769) und Paulus ’s Graeuwen (1715–1779) seine prägenden Lehrer. Am 12. Mai 1761 verteidigte er an der philosophischen Fakultät unter Van Lom die chemisch-physikalische Abhandlung suam defendendi, demonstravit Prop. 20 Elem. 3 Euclidis, exposuit duas theses, 1 mam de causa elasticitatis, 2 dam de causa electricitatis. Am 25. Mai desselben Jahres handelte er an der medizinischen Fakultät suam defendi, exposuit casum medicum de cacochymia singulari, ex Hippocrate 6 Aphor. 38 et 40 unter ’s Graeuwen ab und wurde Lizentiat der Medizin. Am 30. Juni desselben Jahren promovierte er unter Van Lom mit der Dissertation philosophia de chemiae in physica usu zum Doktor der Philosophie, erwarb am gleichen Tag unter ’s Graeuwen mit theses quasdam medicas ad medicas ad consequendum den medizinischen Doktorgrad und hielt am Ausgang des Tages die Rede De quastione utrum uroccopus et sola urinae inspectione, neglectis reliquis morbum criteriss, quosvis morbosos effectus detegere iisque ex arte mederi possit.
Danach reiste er durch Frankreich, wo er weitere Studien betrieb. In die Heimat zurückgekehrt, war er in Hoorn und Den Haag als praktischer Mediziner tätig. Während jener Zeit erwarb er sich durch einige Entdeckungen und Abhandlungen einen Namen. Hier ist vor allem seine Abhandlung Diss. de qualitate noxia aëris in nosocomiis et carceribus efusque remediis Lat. et Belg. (Haarlem 1770, französisch Brüssel 1863) hervorzuheben, für welche er von der Königlichen Akademie der Wissenschaften in Lyon einen doppelten Ehrenpreis bekam. Daraufhin wirkte er als Nachfolger für Van Haastenburg in Harderwijk und erhielt offiziell von den Kuratoren der Harderwijker Hochschule am 12. Juni 1771 die Professur für theoretische Medizin, Anatomie und Chirurgie, die er mit der Rede de Anatome Chirurgiae dextra, ipsiusque neglectu, uberrimo calamitatum et errorum fonte (Harderwijk 1772) antrat. Bereits am 28. März 1771 war er Mitglied der Leopoldina geworden. Zudem wurde er 1771 Mitglied der Batavischen Gesellschaft der experimentellen Philosophie in Rotterdam und am 21. Mai 1771 Mitglied der niederländischen Gesellschaft der Wissenschaften in Haarlem.
Nahuys beteiligte sich auch an den organisatorischen Aufgaben der Hochschule und war 1773/74 Rektor der Alma Mater, welche Stelle er mit der Rede De salutari et noxia virtutis et vitiorum in sanitatem operatione niederlegte. Am 31. Juli 1775 beriefen ihn die Kuratoren der Universität Utrecht zum Professor der Medizin, Botanik, Chemie und Physiologie, welche Stelle er am 23. Oktober 1775 mit der Rede de religiosa plantarum contemplatione, acerrimo ad divini Numinis amorem et cultum stimulo übernahm. Hier beteiligte er sich 1780/81 als Rektor der Alma Mater auch an den organisatorischen Aufgaben der Hochschule und gab am 15. August 1791 seinen Lehrstuhl für Medizin und Chemie ab, blieb aber weiter Professor der Botanik und Physiologie, bis zu seinem Lebensende.
Er war verheiratet mit Brigitta Alida Avenhorn (* 16. Januar 1737; † 1780). Aus der Ehe stammt die Tochter Gertrud Petronella Nahuys (* 29. März 1767; † 1790).

## Werke (Auswahl)
- Oratio de quaestione utrum Uroscopus ex sola urinae inspectione, neglectis reliquis morborum criteriis, quosvis morbosos affectus detegere iisque éx arte mederi possit. Harderwijk 1761 (online)
- Tractatus chem., continens nova quaedam experimenta cum basi salis marini, nitri et aluminis, Pars I. Amsterdam 1761.
- Verhandeling over de langzaam belette doorzwelging van het voedsel in de slokdarm. 1767 (online)
- Waarneming over de inenting van zijne eenige dochter. Hoorn 1771.
- Parallele de la Taille laterale de Mr. le Cat avec celle du Lithotome caché, suivi de deux dissertations etc. Par Claude Nicolas le Cat, publié par Alex. Pierre N. Amsterdam 1766 (Herausgeberschaft)
- Onderzoek of het phlogiston het ware beginsel der lighamen. Utrecht 1789 (gekr. Preisausschreiben)
- Diss. de stupenda impr. crami carie per naturam et artem feliciter curata. Resp: A. van Solingen. Utrecht 1780.
- Diss. chem. de aquae origine ex basibus aëris puri et inflammabilis, secum invicem combinatis. Utrecht 1789.